# Adolphe-Gustave Chouquet
Adolphe-Gustave Chouquet (Le Havre, 16 d'abril de 1819 - París, 30 de gener de 1886), fou un musicòleg i professor de música francès.
Residí a Nova York des de 1840 fins 1860, donant lliçons de literatura, traslladant-se després a París, on fou un dels principals col·laboradors de la France musicale i de L'Art musical, i s'ocupà d'estudis històric-musicals. L'Acadèmia de París li concedí el 1864 el premi Bardin per la seva història de la música durant els segles XIV i XVIII, i el 1868 aconseguí per segona vegada el mateix premi per la seva Histoire de la musique dramàtiques en France depuis ses orígens jusqu'd nos jours (publicada el 1873).
Des del 1871 desenvolupà la plaça de conservador de la important col·lecció d'instruments de música del Conservatori, de la que publicà un catàleg amb erudites descripcions (2.ª ed., 1884). Fou encarregat de redactar el Rapport sur les instruments de musique et les éditeurs de musique à l'Exposition de 1867, titulada Hymne à la Paix.